# Inzlingen
Inzlingen (în alemanică Inzlige) este o comună din landul Baden-Württemberg, Germania. Inzlingen a fost sub proprietatea feudală a Casei de Reichenstein, o familie nobiliară de origini elvețiene, până când a fost dat Electoratului de Baden. 
1. ↑   http://www.statistik.baden-wuerttemberg.de/BevoelkGebiet/Bevoelkerung/01515020.tab?R=GS336043 Lipsește sau este vid: |title= (ajutor)
2. ↑  Alle politisch selbständigen Gemeinden mit ausgewählten Merkmalen am 31.12.2018 (4. Quartal) (în germană), Statistisches Bundesamt[*], arhivat din original la 10 martie 2019, accesat în 10 martie 2019